# Édouard Peltzer de Clermont

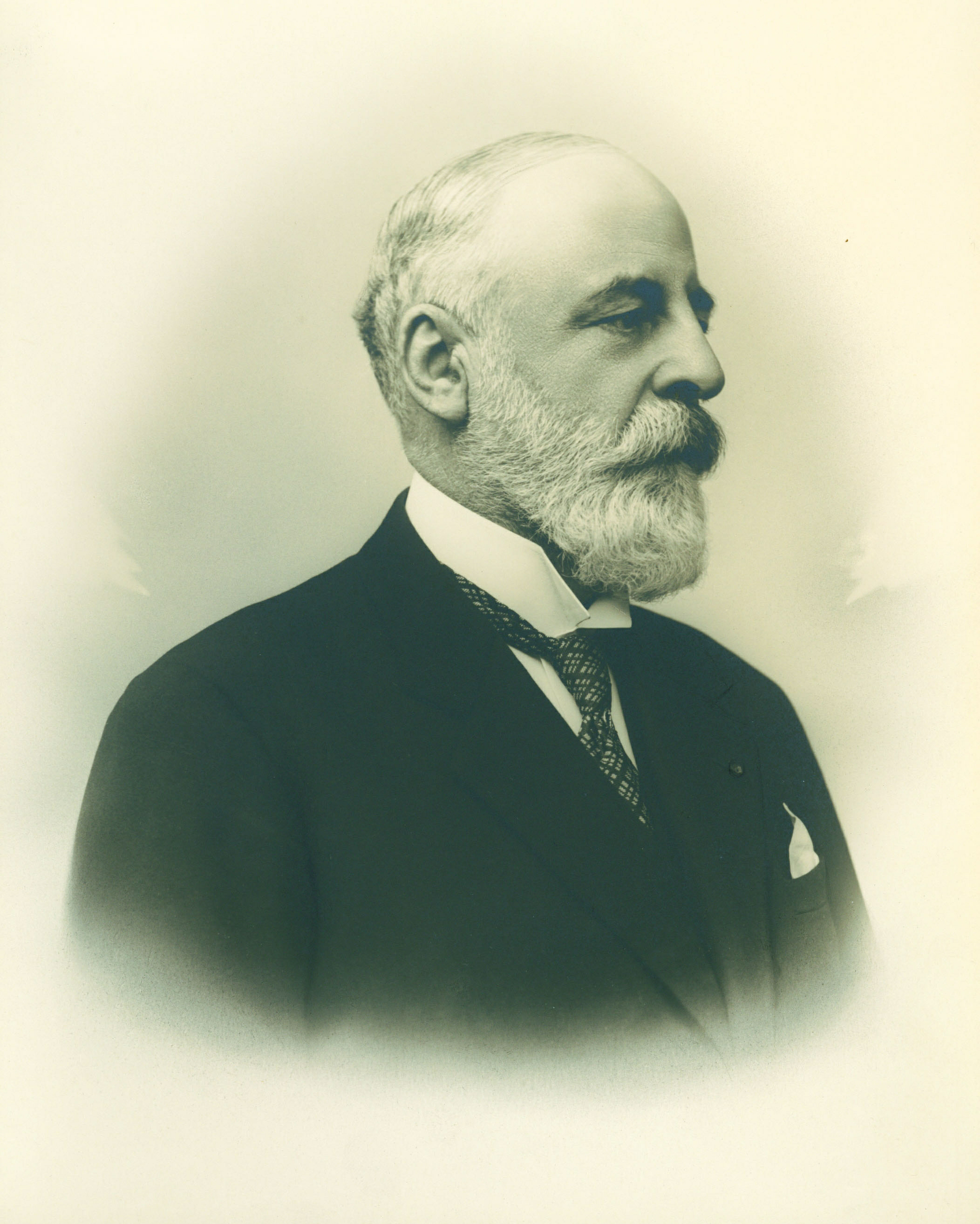
Édouard Peltzer de Clermont

Édouard Henri Alexandre Peltzer, ook Peltzer de Clermont, (Verviers, 17 maart 1859 - 8 april 1934) was een Belgisch senator.

## Levensloop

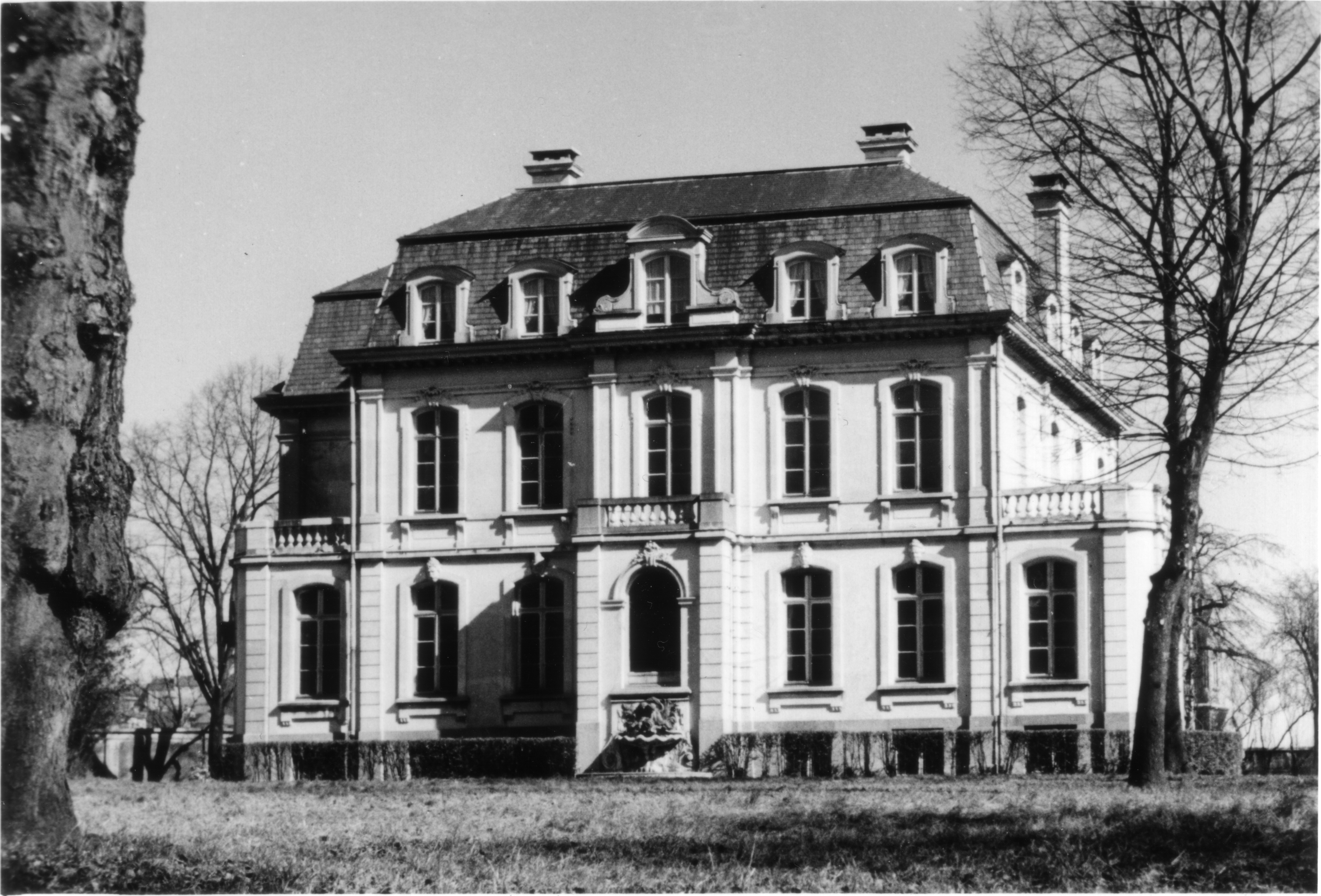
Château Peltzer de Clermont

Ingenieur Peltzer behoorde tot een van de voornaamste textielfamilies van Verviers. Hij trouwde met de Parisienne Anne de Clermont (overleden in 1938). Het gezin bleef kinderloos en de vermogende man kreeg een reputatie van weldoener en mecenas.
Hij was van 1886 tot 1892 en opnieuw in 1899 provincieraadslid voor de provincie Luik.
In 1905 werd hij verkozen tot liberaal senator voor het arrondissement Verviers en vervulde dit mandaat tot in 1921.
Er is een Rue Peltzer de Clermont in Verviers, getrokken door de eigendom met kasteel van de familie, die door de weduwe Peltzer aan het stadsbestuur werd geschonken, op voorwaarde er een school in te vestigen. Het kasteel werd in 1963 afgebroken om plaats te maken voor een modern schoolgebouw.
Er is ook een Avenue Peltzer de Clermont in Spa, op de plaats waar Peltzer een domein van 14 ha verwierf, genaamd 'Le Neubois' en er een grote villa in Anglo-Normandische stijl bouwde, waar hij de zomermaanden doorbracht. De villa kreeg bekendheid nadat keizer Willem II er van april tot november 1918 tijdens de Eerste Wereldoorlog resideerde. De eigendom werd geërfd door hun nicht Adrienne Osterrieth-Peltzer die er verbleef tot ze deze in 1957 verkocht aan de katholieke vereniging Le Foyer de Charité. Daarna  werd het een van de vestigingen van taleninstituut Ceran.